# Louis Siefridt
Louis Siefridt (27 février 1893, Le Havre (Seine-Inférieure) — 28 juillet 1983, Le Havre) est un homme politique français. 

## Biographie
Résistant, membre du Comité Local de Libération de la ville du Havre, membre fondateur du Havre Libre et de Paris-Normandie dont il restera membre du Conseil d'Administration jusqu'en 1976.
Il est membre des première et seconde assemblées nationales constituantes ayant rédigé la constitution de la quatrième République. 
Il est également député (MRP) de la Seine-Maritime de 1946 à 1955 et adjoint au maire (de 1945 à 1953) puis maire de Sanvic (de 1953 à 1956), date à laquelle il obtient le rattachement de cette commune à la ville du Havre. 
En tant que député, un de ses principaux combats fut la mise en place des allocations familiales dont il réclama qu'elles deviennent obligatoires pour les familles nombreuses.
Une rue du quartier de Sanvic, au Havre, honore aujourd'hui la mémoire de Louis Siefridt.

## Source
- « Louis Siefridt », La Documentation française, Dictionnaire des parlementaires français (1940-1958), 1988-2005 [détail des éditions] (lire en ligne)